# Auf der Baar
Auf der Baar ist ein 615 m ü. NHN hoher Berg im Hohen Westerwald und nach dem Höllberg (643 m) und dem Großefeld (619 m) die dritthöchste hessische Erhebung dieses Mittelgebirges. Er liegt zwischen Waldaubach und Heisterberg, zwei Ortsteilen von Driedorf im hessischen Lahn-Dill-Kreis.